# Línea 5C (Temuco)

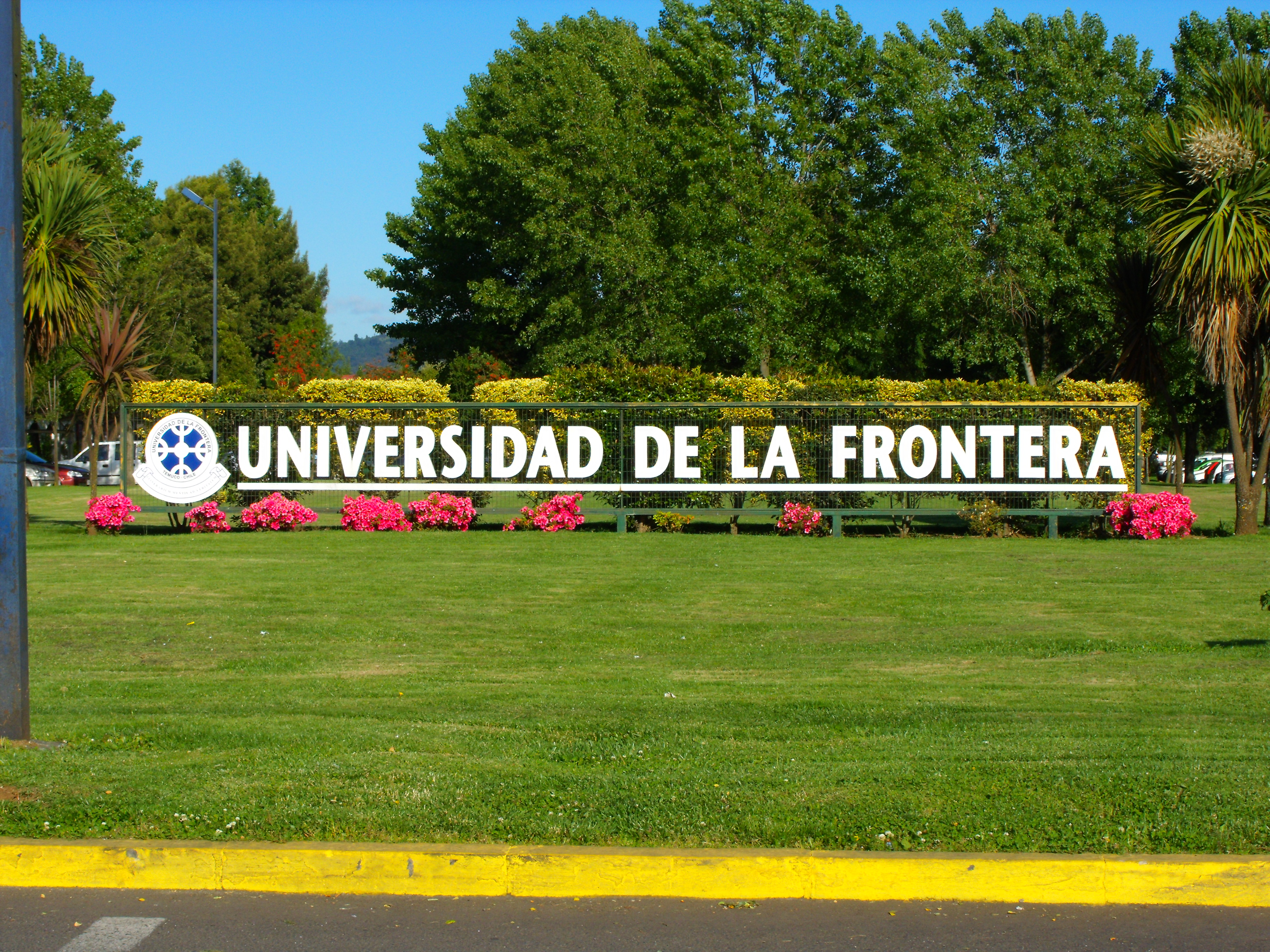
La línea 5C pasa por el campus Andrés Bello de la Universidad de La Frontera.

La línea 5C es un recorrido de autobuses urbanos de la comuna de Temuco, Chile. Une la ciudad de Labranza con el sector de San Antonio. Sus buses están pintados de blanco al fondo, y tres líneas: una superior verde, la segunda de color rojo, y la inferior amarilla. Es operada por la Sociedad de Transportes Línea n.º 5 y su representante legal es Germán Villagra Gutiérrez. Circula de lunes a domingo entre las 6:00 y las 21:00 horas. Tiene un tiempo estimado de recorrido de 135 minutos en la ida y 119 minutos al regreso. Los principales lugares por donde pasa son la Universidad de La Frontera, el barrio Los Castaños de Labranza y el sector de Rengalil. Sus depósitos se encuentran en la avenida El Bosque 640, Labranza.

## Recorrido
La línea 5C circula por las siguientes arterias:

### Ida
- El Bosque (desde depósito, altura 640)
- 1 Oriente
- 1 Norte
- Ruta S-40 (hasta Rengalil)
- Ruta S-40 (regreso)
- Hacienda Santa María
- Volcán Villarrica
- Hacienda Santa María
- Las Perdices
- Los Portones
- 1 Norte
- 1 Sur
- Ruta S-40
- Manuel Recabarren
- Francisco Salazar
- Caupolicán
- Diego Portales
- Barros Arana
- Diego Portales
- Voltaire
- Manuel Montt
- Serrano
- Los Torrentes
- Los Boldos
- Andrés Bello (hasta Antifil)

### Regreso
- Antifil (desde Andrés Bello)
- San Martín
- Pudeto
- León Gallo
- Manuel Antonio Matta
- Manuel Montt
- Manuel Antonio Matta
- Manuel Rodríguez
- Caupolicán
- Francisco Salazar
- Manuel Recabarren
- Ruta S-40
- 1 Norte
- Los Portones
- Las Perdices
- Hacienda Santa María
- Volcán Villarrica
- Hacienda Santa María
- Ruta S-40 (hasta Rengalil)
- Ruta S-40 (regreso)
- 1 Sur
- 3 Poniente
- 3 Norte
- 1 Oriente
- El Bosque (hasta depósito, altura 640)